# Wargacz
Wargacz (Melursus) – rodzaj ssaka drapieżnego z podrodziny Ursinae w obrębie rodziny niedźwiedziowatych (Ursidae).

## Zasięg występowania
Rodzaj obejmuje jeden żyjący współcześnie gatunek występujący w południowej Azji.

## Morfologia
Długość ciała 140–190 cm, ogona około 8–17 cm; masa ciała 50–190 kg.

## Systematyka

### Etymologia
- Melursus: łac. mel, mellis „miód”, od gr. μελι meli, μελίτος melitos „miód”; ursus „niedźwiedź”[10].
- Arceus: gr. Αρκευς Arkeus, przywódca Persów[11]. Gatunek typowy: Arceus niger Goldfuss, 1809 (= Bradypus ursinus Shaw, 1791).
- Prochilus (Prochylus): gr. προχειλος prokheilos „mający wydatne, wystające usta”[12]. Gatunek typowy: Bradypus ursinus Shaw, 1791.
- Chondrorhynchus: gr. χονδρος khondros „szorstki, gruby”; ῥυγχος rhunkhos „pysk, ryj”[13]. Gatunek typowy: Bradypus ursinus Shaw, 1791.

### Podział systematyczny
Do rodzaju należy jeden występujący współcześnie gatunek :
- Melursus ursinus (G. Shaw, 1791) – wargacz leniwy

Opisano również plioceńsko–plejstoceński wymarły gatunek z Indii:
- Melursus theobaldi (Lydekker, 1884)[15]